# 東非鼩鼱屬
東非鼩鼱屬（學名：Ruwenzorisorex），哺乳綱真盲缺目鼩鼱科的一屬哺乳动物。它唯一的種為東非鼩鼱，分佈於布隆迪、剛果民主共和國、盧旺達和烏干達。它是半水生的，生活在熱帶雲霧林中的溪流旁。

## 下属物种
本属包括以下物种：
- 東非鼩鼱 Ruwenzorisorex suncoides (Osgood, 1936)